# Азиз, Мигел
Миге́л Ази́з (англ. Miguel Azeez; род. 20 сентября 2002 или 22 сентября 2002, Камден, Большой Лондон) — английский футболист, полузащитник клуба «Атлетико Балеарес».

## Клубная карьера
Воспитанник футбольной академии «Арсенала», за которую выступал, начиная с пятилетнего возраста. 24 сентября 2019 года подписал свой первый профессиональный контракт с клубом. 10 декабря 2020 года дебютировал в основном составе «Арсенала», выйдя на замену Джо Уиллоку на 83-й минуте матча Лиги Европы УЕФА против «Дандолка».
С августа 2021 по январь 2022 года выступал за «Портсмут» на правах аренды.
1 сентября 2022 года на сезон был отдан в аренду в испанский клуб «Ивиса».

## Карьера в сборной
Азиз родился в Англии в семье отца-нигерийца и матери-испанки, поэтому может выступать за сборные Англии, Нигерии и Испании. С 2018 года играет за юношеские сборные Англии (до 16, до 17 и до 18 лет).